# Guerra dell'informazione
La guerra dell'informazione, o information warfare, è una tattica impiegata all'interno di strategie belliche convenzionali e non convenzionali, sia in tempo di pace sia in tempo di guerra, che prevede la militarizzazione dell'infosfera per scopi diversivi, ingannevoli, propagandistici o securitari. Una guerra informativa può avere natura difensiva od offensiva, riveste un ruolo centrale all'interno delle cosiddette battaglie delle narrazioni ed è il perno delle campagne di influenzamento dell'opinione pubblica .
Le guerre informative riguardano l'utilizzazione dell'informazione come arma, perciò è frequente il ricorso a fake news o a post-verità, e possono avere luogo sia in contesti di guerra aperta e dichiarata, dove sono integrate nel seno di più ampie strategie di guerra psicologica volte a demoralizzare il nemico, sia in contesti di guerra coperta e clandestina, dove perseguono solitamente quale duplice scopo la confusione e il rimbambimento del pubblico.

## Le sette guerre dell'informazione
Secondo Martin Libicki, professore e politologo presso l'Institute for National Strategic Studies, le guerre dell'informazione possono assumere fino a sette forme : 
- la guerra di comando e controllo, o command and control warfare (C2W), che mira a colpire la testa e il collo dell'avversario;
- la guerra basata sulle informazioni, o intelligence-based warfare (IBW), che consiste nel progettare e proteggere propri sistemi per la gestione dell'informazione e nell'ingannare e inquinare quelli avversari al fine di dominare il campo di battaglia;
- la guerra elettronica, o electronic warfare (EW), che sfrutta sofisticati apparati radioelettronici e strumenti di crittografia;
- la guerra psicologica, o psychological warfare, in cui l'informazione è adoperata per influire e per modificare pensieri e opinioni di soggetti amici, neutrali o nemici;
- la guerra degli esperti informatici, hacker warfare (HW), che prevede l'attacco a computer, reti telematiche e sistemi di elaborazioni dati;
- la guerra delle informazioni di rilievo economico, o economic information warfare (EIW), che mira a paralizzare o a infiltrare il flusso di informazioni critiche per la garanzia della supremazia economica;
- la guerra cibernetica, che è la sintesi delle operazioni più futuribili sul campo di battaglia con l'utilizzo di alta tecnologia informatica, elettronica e satellitare.

## La struttura
Le guerre informative agiscono nell'infosfera, il dominio ibrido in cui operano nuovi media, radio, social media, stampa cartacea, televisione, per produrre delle conseguenze nel mondo reale: costruzione o distruzione del consenso attorno a una persona, a un'idea o un movimento, demoralizzazione, inganno di massa, isteria collettiva, panico morale, stordimento. La guerra informativa manipola le informazioni, dal contenuto alle modalità di diffusione, per distorcere la consapevolezza situazionale e la percezione della realtà del pubblico.
Le guerre informative coinvolgono cinque categorie di attori:
- Decisori: corrispondono ai direttori di giornali e siti web e ai conduttori di programmi televisivi e radiofonici; sono coloro che scelgono quali notizie debbano diventare di pubblico dominio e quali no, giudicando sulle modalità di diffusione e sullo stile della copertura;
- Operatori: sono i lavoratori nel sistema mediatico, come analisti, giornalisti, opinionisti e reporter, e danno concretezza ai piani dei decisori;
- Orientatori: sono personaggi, come figure dello spettacolo, influencer e capi religiosi, che godono di un seguito popolare sul quale sono in grado di influire mentalmente e culturalmente, imponendogli comportamenti, mode e stili di vita. Per i loro seguaci sono dei role model, associati ad affidabilità e credibilità, perciò possono essere dei potenti ed efficaci veicoli di disinformazione.
- Consumatori: sono il bersaglio della guerra informativa
- Analfabeti: rappresentano la minoranza, quasi infinitesimale nelle società dell'informazione, che ha poco o nullo accesso ai contenuti diffusi da media tradizionali e nuovi;

## Esempi di guerre informative
- Disinformazione sul SARS-CoV-2
- Disinformazione sul SARS-CoV-2 negli Stati Uniti
- Russiagate